# Pietrafitta
Pietrafitta ist eine italienische Gemeinde (comune) mit 1156 Einwohnern (Stand 31. Dezember 2023) in der Provinz Cosenza, Kalabrien.

## Geographie
Pietrafitta liegt am Oberlauf des Flusses Crati. Die Nachbargemeinden sind Aprigliano, Casali del Manco und Cosenza. Der Ort hatte früher eine Haltestelle an der Bahnstrecke Cosenza–Catanzaro.

## Sehenswürdigkeiten
Die Pfarrkirche stammt in Ursprung aus dem 15. Jahrhundert. Teile der ursprünglich Kirche sind noch vorhanden. Im Inneren gibt es eine Holzdecke und ein Holzkreuz aus dem 17. Jahrhundert.

## Persönlichkeiten
- Bonaventura Zumbini (1836–1916), Romanist, Italianist und Komparatist